# Chelsea Kane
Chelsea Kane Staub (Phoenix, 15 settembre 1988) è un'attrice e cantante statunitense.
Il suo primo ruolo in un film fu nel 2007 in Bratz, ed è meglio conosciuta per il ruolo di Stella Malone nella ex serie Disney Jonas
e per il ruolo di Riley Perrin nella serie televisiva Baby Daddy.

## Biografia
Figlia di John e Becky Staub. Nata e cresciuta a Phoenix presso la Mohave Middle School. Ha frequentato un anno alla Saguaro High School prima di trasferirsi a Los Angeles.
Nel 2007 ha interpretato il ruolo di Meredith Baxter Dimly, l'antagonista del film Bratz, in cui canta due canzoni della colonna sonora. Nel 2008 ha partecipato al film Disney Gli esploratori del tempo, nel ruolo di Stephanie Jameson, e nello stesso anno ha partecipato ai Disney Channel Games.
È apparsa in alcune serie come I maghi di Waverly, Summerland, Listen Up!, Drop Dead Diva, CSI - Scena del crimine e One Tree Hill
Nel 2010 ha interpretato Alexis Bender nel film Disney Starstruck - Colpita da una stella. Ora è famosa per il suo ruolo di Stella Malone nella serie Jonas, in cui è amica e stilista dei fratelli protagonisti. Sempre nel 2010, verso la fine dell'anno, la nota Chelsea Staub cambia il suo nome con Chelsea Kane.
Nel 2011 ha partecipato come ballerina a "Dancing with the stars", la versione americana di Ballando con le stelle, in coppia con il ballerino Mark Ballas. È stata ospite ad una puntata di Fashion Police su E! Nell'agosto 2013, è stata ospite ai Teen Choice Awards 2013.
Dal 2012 fa parte del cast della sit-com Baby Daddy targata ABC Family, in cui interpreta il ruolo di Riley Perrin.

## Filmografia

### Cinema
- Arizona Summer, regia di Joey Travolta (2003)
- Bratz, regia di Sean McNamara (2007)

### Televisione
- Listen Up! – serie TV, episodio 1x03 (2004)
- Summerland – serie TV, episodio 1x01 (2004)
- Cracking Up – serie TV, episodio 1x05 (2004)
- I maghi di Waverly (Wizards of Waverly Place) – serie TV, episodio 1x15 (2008)
- The Bill Engvall Show – serie TV, episodio 2x04 (2008)
- Disney Channel Games – programma TV, 5 episodi (2008)
- Jonas Brothers - Vivere il sogno (Jonas Brothers: Living the Dream) – documentario TV, episodio 1x07 (2008)
- Gli esploratori del tempo (Minutemen), regia di Lev L. Spiro – film TV (2008)
- Jonas L.A. – serie TV, 34 episodi (2009-2010)
- StarStruck - Colpita da una stella (Starstruck) – film TV, regia di Michael Grossman (2010)
- Dancing with the Stars – programma TV, concorrente (2011)
- So Random! – serie TV, episodio 1x13 (2011)
- One Tree Hill – serie TV, 5 episodi (2012)
- CSI - Scena del crimine (CSI: Crime Scene Investigation) – serie TV, episodio 12x17 (2012)
- Baby Daddy – serie TV, 100 episodi (2012-2017)
- Drop Dead Diva – serie TV, episodio 4x13 (2012)
- Lovestruck: The Musical – musical TV, regia di Sanaa Hamri (2013)
- Un fan pericoloso (Lighthouse) – film TV, regia di Vanessa Parise (2014)
- Christmas by the Book - film TV, regia di Letia Clouston (2018)
- L'universo in espansione di Ashley Garcia (The Expanding Universe of Ashley Garcia) - serie TV, 4 episodi (2020)
- 9-1-1 - serie TV (2022-in corso)

### Doppiatrice
- Fish Hooks - Vita da pesci (Fish Hooks) – serie animata TV, 110 episodi (2010-2014)

## Doppiatrici italiane
Nelle versioni in italiano dei suoi film, Chelsea Kane è stata doppiata da:
- Gemma Donati in Gli esploratori del tempo, Jonas, Starstruck - Colpita da una stella
- Georgia Lepore in L'universo in espansione di Ashley Garcia
- Myriam Catania in Baby Daddy, Lovetruck: The Musical
- Laura Lenghi in CSI - Scena del crimine
- Valentina Favazza in One Tree Hill
- Paola Majano in Drop Dead Diva
- Isabella Benassi in 9-1-1
- Perla Liberatori in Bratz

Da doppiatrice è sostituita da:
- Giulia Catania in La prossima fantastica avventura di Archibald
- Valentina Pallavicino in Batman: Arkham Shadow

## Discografia

### Singoli
- It' s all about me (2007) Bratz
- Fabulous (2007) Bratz

## Premi
È stata candidata ai Teen Choice Awards 2009 nella categoria "Breakout Star Female", ma il premio è andato a Demi Lovato.